# اوا اموری
اوا اموری (انگلیسی: Eva Amurri؛ زادهٔ ۱۵ مارس ۱۹۸۵) یک هنرپیشه سینما و تلویزیون اهل ایالات متحده آمریکا است. او فعالیت هنری خود را از سال ۱۹۹۲ با فیلم باب رابرتس آغاز کرده‌است. او در سال ۲۰۱۱ با کایل مارتینو (بازیکن فوتبال آمریکایی) ازدواج کرد و حاصل این ازدواج دو فرزند است.
او در فیلم آموزش چارلی بنکس، خواهران بنگر و زندگی قبل از چشمان او بازی کرده است.

## فیلم‌شناسی

### فیلم
| سال  | عنوان                     | نقش                          | یادداشت              |
| ---- | ------------------------- | ---------------------------- | -------------------- |
| ۱۹۹۲ | باب رابرتز                | کودک در بیمارستان            |                      |
| ۱۹۹۵ | مرد مرده راه می‌رود        | ۹ ساله هلن پرژین             |                      |
| ۱۹۹۹ | هرجا غیر از اینجا         | دختری در دبیرستان بورلی هیلز |                      |
| ۲۰۰۱ | ساخته شده مصنوعی          | سارا تیوی                    |                      |
|      | The Banger Sisters        | جینجر کینگزلی                |                      |
| ۲۰۰۴ | ذخیره!                    | کاساندرا ادلشتاین            |                      |
| ۲۰۰۷ | آموزش چارلی بنکس          | مريم                         |                      |
| ۲۰۰۸ | The زندگی پیش از چشمان او | مورین                        |                      |
| ۲۰۰۸ | "نیویورک، دوستت دارم"     | سارا                         | بخش: "رندی بالسمایر" |
| ۲۰۰۸ | وسط ناکجا آباد            | گریس بری                     |                      |
|      | حیوانات                   | جین                          |                      |
| ۲۰۱۱ | انزوا                     | امی مور                      |                      |
| ۲۰۱۲ | اون پسر منه               | مری مک گاریکل جوان           |                      |
| ۲۰۱۳ | AmeriQua                  | ویکی                         |                      |
|      | گوزن نر                   | ورونیکا                      |                      |
| ۲۰۱۶ | مادران و دختران           | گیل                          |                      |

### تلویزیون
| سال        | عنوان                      | نقش                       | یادداشت                         |
| ---------- | -------------------------- | ------------------------- | ------------------------------- |
| ۱۹۹۹       | دارای زمینی                | دختر نوجوان               | فیلم تلویزیونی                  |
| ۲۰۰۱       | دوستان                     | دینا لاکهارت              | قسمت: "کسی با مغز جدید جوی"     |
| ۲۰۰۹       | Californication            | جکی                       | ۹ قسمت                          |
| ۲۰۰۹، ۲۰۱۴ | چگونه مادرت را ملاقات کردم | شلی                       | ۲ قسمت                          |
| ۲۰۱۰       | رحمت                       | شارا کلی                  | ۲ قسمت                          |
|            | خانه                       | نیکول موری                | قسمت: "انتخاب"                  |
|            | بیمارستان کودکان           | پرستار دوست داشتنی        | قسمت: "من از هیچ روحی نمی ترسم" |
| ۲۰۱۱       | قلاب ماهی                  | بلک مولی (صدا)            | قسمت: "سمت تاریک ماهی"          |
| ۲۰۱۱، ۲۰۱۳ | دختر جدید                  | بث                        | ۲ قسمت                          |
| ۲۰۱۲       | پسرا با بچه ها             | جنیفر توماس               | قسمت: "دوست دختر جدید کریس"     |
| ۲۰۱۳       | The Mindy Project          | لوسی                      | ۲ قسمت                          |
| ۲۰۱۴       | غیرقابل تاریخ              | سابرینا                   | ۲ قسمت                          |
| ۲۰۱۵       | زندگی مخفی مرلین مونرو     | گلدیس مونرو مورتنسون جوان | مینی سریال                      |
| ۲۰۲۲       | Monarch                    | دوتی رومن جوان            | نقش تکرار شونده                 |